# Kannamangalam (Malappuram)
Kannamangalam es una ciudad censal situada en el distrito de Malappuram en el estado de Kerala (India). Su población es de 41260 habitantes (2011). Se encuentra a 22 km de Malappuram y a 22 km de Kozhikode

## Demografía
Según el censo de 2011 la población de Kannamangalam era de 41260 habitantes, de los cuales 19911 eran hombres y 21349 eran mujeres. Kannamangalam tiene una tasa media de alfabetización del 92,46%, inferior a la media estatal del 94%. la alfabetización masculina es del 95,15%, y la alfabetización femenina del 90%.